# Vòng đấu loại trực tiếp AFC Champions League 2023–24
Vòng đấu loại trực tiếp AFC Champions League 2023–24 diễn ra từ ngày 12 tháng 2 năm 2024 đến ngày 25 tháng 5 năm 2024. Tổng cộng 16 đội tham dự vòng đấu loại trực tiếp để tìm ra nhà vô địch của AFC Champions League 2023–24.

## Các đội đủ điều kiện
Năm đội nhất bảng và ba đội nhì bảng có thành tích tốt nhất tại vòng bảng từ mỗi khu vực sẽ giành quyền tham dự vòng 16 đội, mỗi khu vực gồm tám đội.
| Vùng           | Bảng | Nhất                | Nhì (3 đội xuất sắc nhất từ mỗi khu vực) |
| -------------- | ---- | ------------------- | ---------------------------------------- |
| Khu vực Tây Á  | A    | Al Ain              | Al-Fayha                                 |
| Khu vực Tây Á  | B    | Nasaf               | —                                        |
| Khu vực Tây Á  | C    | Al-Ittihad          | Sepahan                                  |
| Khu vực Tây Á  | D    | Al-Hilal            | Navbahor                                 |
| Khu vực Tây Á  | E    | Al-Nassr            | —                                        |
| Khu vực Đông Á | F    | Bangkok United      | Jeonbuk Hyundai Motors                   |
| Khu vực Đông Á | G    | Yokohama F. Marinos | Sơn Đông Thái Sơn                        |
| Khu vực Đông Á | H    | Ventforet Kofu      | —                                        |
| Khu vực Đông Á | I    | Kawasaki Frontale   | Ulsan HD                                 |
| Khu vực Đông Á | J    | Pohang Steelers     | —                                        |

## Thể thức
Ở vòng đấu loại trực tiếp, 16 đội sẽ thi đấu loại trực tiếp. Mỗi cặp đấu sẽ diễn ra theo thể thức hai lượt sân nhà và sân khách. Hiệp phụ và loạt sút luân lưu sẽ được sử dụng để quyết định đội thắng nếu cần thiết (Quy định Điều 10.1). Luật bàn thắng sân khách đã bị AFC bãi bỏ khỏi tất cả các giải đấu cấp câu lạc bộ của AFC kể từ mùa giải 2023–24.
Lễ bốc thăm cho toàn bộ vòng loại trực tiếp được tổ chức vào ngày 28 tháng 12 năm 2023, 16:00 MYT (UTC+8), tại Tòa nhà AFC ở Kuala Lumpur, Malaysia.

| Khu vực Tây Á - QF1：Thắng R16-1 vs. Thắng R16-2 - QF2：Thắng R16-3 vs. Thắng R16-4 | Khu vực Đông Á - QF3：Thắng R16-5 vs. R16-6 - QF4：Thắng R16-7 vs. R16-8 |

| Khu vực Tây Á - SF1：Thắng QF1 vs. Thắng QF2 | Khu vực Đông Á - SF2：Thắng QF3 vs. Thắng QF4 |

## Lịch thi đấu
Dưới đây là lịch thi đấu mỗi vòng.
| Giai đoạn               | Vòng        | Ngày bốc thăm        | Lượt đi                | Luọt về                |
| ----------------------- | ----------- | -------------------- | ---------------------- | ---------------------- |
| Vòng đấu loại trực tiếp | Vòng 16 đội | 28 tháng 12 năm 2023 | 12–14 tháng 2 năm 2024 | 19–21 tháng 2 năm 2024 |
| Vòng đấu loại trực tiếp | Tứ kết      | 28 tháng 12 năm 2023 | 4–6 tháng 3 năm 2024   | 11–13 tháng 3 năm 2024 |
| Vòng đấu loại trực tiếp | Bán kết     | 28 tháng 12 năm 2023 | 16–17 tháng 4 năm 2024 | 23–24 tháng 4 năm 2024 |
| Vòng đấu loại trực tiếp | Chung kết   | 28 tháng 12 năm 2023 | 11 tháng 5 năm 2024    | 25 tháng 5 năm 2024    |

## Sơ đồ
Dưới đây là sơ đồ của vòng đấu loại trực tiếp:

|  | Vòng 16 đội                  | Vòng 16 đội | Vòng 16 đội             | Vòng 16 đội |   |                        | Tứ kết | Tứ kết | Tứ kết | Tứ kết |  |  | Bán kết | Bán kết | Bán kết | Bán kết |  |  | Chung kết | Chung kết | Chung kết | Chung kết |  |
|  |                              |             |                         |             |   |                        |        |        |        |        |  |  |         |         |         |         |  |  |           |           |           |           |  |
|  | Jeonbuk Hyundai Motors       | 2           | 1                       | 3           |   |                        |        |        |        |        |  |  |         |         |         |         |  |  |           |           |           |           |  |
|  | Jeonbuk Hyundai Motors       | 2           | 1                       | 3           |   |                        |        |        |        |        |  |  |         |         |         |         |  |  |           |           |           |           |  |
|  | Pohang Steelers              | 0           | 1                       | 1           |   |                        |        |        |        |        |  |  |         |         |         |         |  |  |           |           |           |           |  |
|  | Pohang Steelers              | 0           | 1                       | 1           |   | Jeonbuk Hyundai Motors | 1      | 0      | 1      |        |  |  |         |         |         |         |  |  |           |           |           |           |  |
|  |                              |             |                         |             |   | Jeonbuk Hyundai Motors | 1      | 0      | 1      |        |  |  |         |         |         |         |  |  |           |           |           |           |  |
|  |                              |             | Ulsan HD                | 1           | 1 | 2                      |        |        |        |        |  |  |         |         |         |         |  |  |           |           |           |           |  |
|  | Ulsan HD                     | 3           | Ulsan HD                | 1           | 1 | 2                      | 2      | 5      |        |        |  |  |         |         |         |         |  |  |           |           |           |           |  |
|  | Ulsan HD                     | 3           |                         |             |   |                        |        |        |        |        |  |  |         |         |         |         |  |  |           |           |           |           |  |
|  | Ventforet Kofu               | 0           | 1                       | 1           |   |                        |        |        |        |        |  |  |         |         |         |         |  |  |           |           |           |           |  |
|  | Ventforet Kofu               | 0           | 1                       | 1           |   | Ulsan HD               | 1      | 2      | 3 (4)  |        |  |  |         |         |         |         |  |  |           |           |           |           |  |
|  | Khu vực Đông Á               |             |                         |             |   | Ulsan HD               | 1      | 2      | 3 (4)  |        |  |  |         |         |         |         |  |  |           |           |           |           |  |
|  |                              |             | Yokohama F. Marinos (p) | 0           | 3 | 3 (5)                  |        |        |        |        |  |  |         |         |         |         |  |  |           |           |           |           |  |
|  | Sơn Đông Thái Sơn            | 2           | Yokohama F. Marinos (p) | 0           | 3 | 3 (5)                  | 4      | 6      |        |        |  |  |         |         |         |         |  |  |           |           |           |           |  |
|  | Sơn Đông Thái Sơn            | 2           |                         |             |   |                        |        |        |        |        |  |  |         |         |         |         |  |  |           |           |           |           |  |
|  | Kawasaki Frontale            | 3           | 2                       | 5           |   |                        |        |        |        |        |  |  |         |         |         |         |  |  |           |           |           |           |  |
|  | Kawasaki Frontale            | 3           | 2                       | 5           |   | Sơn Đông Thái Sơn      | 1      | 0      | 1      |        |  |  |         |         |         |         |  |  |           |           |           |           |  |
|  |                              |             |                         |             |   | Sơn Đông Thái Sơn      | 1      | 0      | 1      |        |  |  |         |         |         |         |  |  |           |           |           |           |  |
|  |                              |             | Yokohama F. Marinos     | 2           | 1 | 3                      |        |        |        |        |  |  |         |         |         |         |  |  |           |           |           |           |  |
|  | Bangkok United               | 2           | Yokohama F. Marinos     | 2           | 1 | 3                      | 0      | 2      |        |        |  |  |         |         |         |         |  |  |           |           |           |           |  |
|  | Bangkok United               | 2           |                         |             |   |                        |        |        |        |        |  |  |         |         |         |         |  |  |           |           |           |           |  |
|  | Yokohama F. Marinos (s.h.p.) | 2           | 1                       | 3           |   |                        |        |        |        |        |  |  |         |         |         |         |  |  |           |           |           |           |  |
|  | Yokohama F. Marinos (s.h.p.) | 2           | 1                       | 3           |   | Yokohama F. Marinos    | 2      | 1      | 3      |        |  |  |         |         |         |         |  |  |           |           |           |           |  |
|  |                              |             |                         |             |   |                        |        |        |        |        |  |  |         |         |         |         |  |  |           |           |           |           |  |
|  |                              |             | Al Ain                  | 1           | 5 | 6                      |        |        |        |        |  |  |         |         |         |         |  |  |           |           |           |           |  |
|  | Nasaf                        | 0           | Al Ain                  | 1           | 5 | 6                      | 1      | 1      |        |        |  |  |         |         |         |         |  |  |           |           |           |           |  |
|  | Nasaf                        | 0           |                         |             |   |                        |        |        |        |        |  |  |         |         |         |         |  |  |           |           |           |           |  |
|  | Al Ain                       | 0           | 2                       | 2           |   |                        |        |        |        |        |  |  |         |         |         |         |  |  |           |           |           |           |  |
|  | Al Ain                       | 0           | 2                       | 2           |   | Al Ain (p)             | 1      | 3      | 4 (3)  |        |  |  |         |         |         |         |  |  |           |           |           |           |  |
|  |                              |             |                         |             |   | Al Ain (p)             | 1      | 3      | 4 (3)  |        |  |  |         |         |         |         |  |  |           |           |           |           |  |
|  |                              |             | Al-Nassr                | 0           | 4 | 4 (1)                  |        |        |        |        |  |  |         |         |         |         |  |  |           |           |           |           |  |
|  | Al-Fayha                     | 0           | Al-Nassr                | 0           | 4 | 4 (1)                  | 0      | 0      |        |        |  |  |         |         |         |         |  |  |           |           |           |           |  |
|  | Al-Fayha                     | 0           |                         |             |   |                        |        |        |        |        |  |  |         |         |         |         |  |  |           |           |           |           |  |
|  | Al-Nassr                     | 1           | 2                       | 3           |   |                        |        |        |        |        |  |  |         |         |         |         |  |  |           |           |           |           |  |
|  | Al-Nassr                     | 1           | 2                       | 3           |   | Al Ain                 | 4      | 1      | 5      |        |  |  |         |         |         |         |  |  |           |           |           |           |  |
|  | Khu vực Tây Á                |             |                         |             |   | Al Ain                 | 4      | 1      | 5      |        |  |  |         |         |         |         |  |  |           |           |           |           |  |
|  |                              |             | Al-Hilal                | 2           | 2 | 4                      |        |        |        |        |  |  |         |         |         |         |  |  |           |           |           |           |  |
|  | Sepahan                      | 1           | Al-Hilal                | 2           | 2 | 4                      | 1      | 2      |        |        |  |  |         |         |         |         |  |  |           |           |           |           |  |
|  | Sepahan                      | 1           |                         |             |   |                        |        |        |        |        |  |  |         |         |         |         |  |  |           |           |           |           |  |
|  | Al-Hilal                     | 3           | 3                       | 6           |   |                        |        |        |        |        |  |  |         |         |         |         |  |  |           |           |           |           |  |
|  | Al-Hilal                     | 3           | 3                       | 6           |   | Al-Hilal               | 2      | 2      | 4      |        |  |  |         |         |         |         |  |  |           |           |           |           |  |
|  |                              |             |                         |             |   | Al-Hilal               | 2      | 2      | 4      |        |  |  |         |         |         |         |  |  |           |           |           |           |  |
|  |                              |             | Al-Ittihad              | 0           | 0 | 0                      |        |        |        |        |  |  |         |         |         |         |  |  |           |           |           |           |  |
|  | Navbahor                     | 0           | Al-Ittihad              | 0           | 0 | 0                      | 1      | 1      |        |        |  |  |         |         |         |         |  |  |           |           |           |           |  |
|  | Navbahor                     | 0           |                         |             |   |                        |        |        |        |        |  |  |         |         |         |         |  |  |           |           |           |           |  |
|  | Al-Ittihad                   | 0           | 2                       | 2           |   |                        |        |        |        |        |  |  |         |         |         |         |  |  |           |           |           |           |  |

## Vòng 16 đội

### Tóm tắt
Các đội sẽ thi đấu theo thể thức hai lượt sân nhà và sân khách.

| Đội 1    | TTS | Đội 2      | Lượt đi | Lượt về |
| -------- | --- | ---------- | ------- | ------- |
| Nasaf    | 1–2 | Al Ain     | 0–0     | 1–2     |
| Al-Fayha | 0–3 | Al-Nassr   | 0–1     | 0–2     |
| Sepahan  | 2–6 | Al-Hilal   | 1–3     | 1–3     |
| Navbahor | 1–2 | Al-Ittihad | 0–0     | 1–2     |

| Đội 1                  | TTS | Đội 2               | Lượt đi | Lượt về      |
| ---------------------- | --- | ------------------- | ------- | ------------ |
| Jeonbuk Hyundai Motors | 3–1 | Pohang Steelers     | 2–0     | 1–1          |
| Ulsan HD               | 5–1 | Ventforet Kofu      | 3–0     | 2–1          |
| Sơn Đông Thái Sơn      | 6–5 | Kawasaki Frontale   | 2–3     | 4–2          |
| Bangkok United         | 2–3 | Yokohama F. Marinos | 2–2     | 0–1 (s.h.p.) |

### Khu vực Tây Á
| Nasaf | 0–0      | Al Ain |
| ----- | -------- | ------ |
|       | Chi tiết |        |

| Al Ain                    | 2–1      | Nasaf          |
| ------------------------- | -------- | -------------- |
| - Laba 55' - Rahimi 90+2' | Chi tiết | - Mozgovoy 51' |

Al Ain thắng với tổng tỉ số 2–1.
| Al-Fayha | 0–1      | Al-Nassr      |
| -------- | -------- | ------------- |
|          | Chi tiết | - Ronaldo 81' |

| Al-Nassr                   | 2–0      | Al-Fayha |
| -------------------------- | -------- | -------- |
| - Otávio 17' - Ronaldo 86' | Chi tiết |          |

Al-Nassr thắng với tổng tỉ số 3–0.
| Sepahan        | 1–3      | Al-Hilal                                        |
| -------------- | -------- | ----------------------------------------------- |
| - Rezaeian 37' | Chi tiết | - Malcom 57' - Mitrović 90+4' - Al-Hamdan 90+7' |

| Al-Hilal                                      | 3–1      | Sepahan          |
| --------------------------------------------- | -------- | ---------------- |
| - Al-Dawsari 76' - Neves 82' - Mitrović 90+7' | Chi tiết | - Ahmadzadeh 54' |

Al-Hilal thắng với tổng tỉ số 6–2.
| Navbahor | 0–0      | Al-Ittihad |
| -------- | -------- | ---------- |
|          | Chi tiết |            |

| Al-Ittihad                               | 2–1      | Navbahor             |
| ---------------------------------------- | -------- | -------------------- |
| - Hamdallah 45+6' - Tabatadze 87' (l.n.) | Chi tiết | - Benzema 25' (l.n.) |

Al-Ittihad thắng với tổng tỉ số 2–1.

### Khu vực Đông Á
| Jeonbuk Hyundai Motors               | 2–0      | Pohang Steelers |
| ------------------------------------ | -------- | --------------- |
| - Hernandes 17' - Ahn Hyeon-beom 64' | Chi tiết |                 |

| Pohang Steelers      | 1–1      | Jeonbuk Hyundai Motors |
| -------------------- | -------- | ---------------------- |
| - Park Chan-yong 12' | Chi tiết | - Jeong Tae-wook 76'   |

Jeonbuk Hyundai Motors thắng với tổng tỉ số 3–1.
| Ulsan HD                                            | 3–0      | Ventforet Kofu |
| --------------------------------------------------- | -------- | -------------- |
| - Joo Min-kyu 37', 45' (ph.đ.) - Seol Young-woo 61' | Chi tiết |                |

| Ventforet Kofu  | 1–2      | Ulsan HD                               |
| --------------- | -------- | -------------------------------------- |
| - Mitsuhira 88' | Chi tiết | - Kim Ji-hyeon 11' - Joo Min-kyu 90+4' |

Ulsan HD thắng với tổng tỉ số 5–1.
| Sơn Đông Thái Sơn              | 2–3      | Kawasaki Frontale                                |
| ------------------------------ | -------- | ------------------------------------------------ |
| - Fernandinho 67' - Jadson 85' | Chi tiết | - Erison 28' (ph.đ.) - Marcinho 33' - Ienaga 79' |

| Kawasaki Frontale        | 2–4      | Sơn Đông Thái Sơn                                   |
| ------------------------ | -------- | --------------------------------------------------- |
| - Miura 30' - Erison 59' | Chi tiết | - Cryzan 8', 73' - Cao Chuẩn Dực 25' - Jadson 90+7' |

Sơn Đông Thái Sơn thắng với tổng tỉ số 6–5.
| Bangkok United             | 2–2      | Yokohama F. Marinos        |
| -------------------------- | -------- | -------------------------- |
| - Nitipong 35' - Eid 90+2' | Chi tiết | - Élber 18' - Watanabe 24' |

| Yokohama F. Marinos    | 1–0 (s.h.p.) | Bangkok United |
| ---------------------- | ------------ | -------------- |
| - Lopes 120+2' (ph.đ.) | Chi tiết     |                |

Yokohama F. Marinos thắng với tổng tỉ số 3–2.

## Tứ kết
| Đội 1    | TTS         | Đội 2      | Lượt đi | Lượt về      |
| -------- | ----------- | ---------- | ------- | ------------ |
| Al Ain   | 4–4 (3–1 p) | Al-Nassr   | 1–0     | 3–4 (s.h.p.) |
| Al-Hilal | 4–0         | Al-Ittihad | 2–0     | 2–0          |

| Đội 1                  | TTS | Đội 2               | Lượt đi | Lượt về |
| ---------------------- | --- | ------------------- | ------- | ------- |
| Jeonbuk Hyundai Motors | 1–2 | Ulsan HD            | 1–1     | 0–1     |
| Sơn Đông Thái Sơn      | 1–3 | Yokohama F. Marinos | 1–2     | 0–1     |

### Khu vực Tây Á
| Al Ain       | 1–0      | Al-Nassr |
| ------------ | -------- | -------- |
| - Rahimi 44' | Chi tiết |          |

| Al-Nassr                                                              | 4–3 (s.h.p.) | Al Ain                             |
| --------------------------------------------------------------------- | ------------ | ---------------------------------- |
| - Ghareeb 45+5' - Eisa 51' (l.n.) - Telles 72' - Ronaldo 118' (ph.đ.) | Chi tiết     | - Rahimi 28', 45' - Al-Shamsi 103' |
| Loạt sút luân lưu                                                     |              |                                    |
| - Brozović - Telles - Ronaldo - Otávio                                | 1–3          | - Rahimi - Kaku - Al-Shamsi        |

Tổng tỉ số sau hai lượt trận là 4–4. Al Ain thắng 3–1 trong loạt sút luân lưu.
| Al-Hilal                        | 2–0      | Al-Ittihad |
| ------------------------------- | -------- | ---------- |
| - Mitrović 40' - Al-Dawsari 42' | Chi tiết |            |

| Al-Ittihad | 0–2      | Al-Hilal                         |
| ---------- | -------- | -------------------------------- |
|            | Chi tiết | - Al-Shahrani 61' - Malcom 90+5' |

Al-Hilal thắng với tổng tỉ số 4–0.

### Khu vực Đông Á
| Jeonbuk Hyundai Motors | 1–1      | Ulsan HD            |
| ---------------------- | -------- | ------------------- |
| - Song Min-kyu 4'      | Chi tiết | - Lee Myung-jae 77' |

| Ulsan HD               | 1–0      | Jeonbuk Hyundai Motors |
| ---------------------- | -------- | ---------------------- |
| - Seol Young-woo 45+2' | Chi tiết |                        |

Ulsan HD thắng với tổng tỉ số 2–1.
| Sơn Đông Thái Sơn | 1–2      | Yokohama F. Marinos      |
| ----------------- | -------- | ------------------------ |
| - Chen Pu 90+1'   | Chi tiết | - Lopes 7' - Matheus 69' |

| Yokohama F. Marinos | 1–0      | Sơn Đông Thái Sơn |
| ------------------- | -------- | ----------------- |
| - Lopes 75'         | Chi tiết |                   |

Yokohama F. Marinos thắng với tổng tỉ số 3–1.

## Bán kết
| Đội 1  | TTS | Đội 2    | Lượt đi | Lượt về |
| ------ | --- | -------- | ------- | ------- |
| Al Ain | 5–4 | Al-Hilal | 4–2     | 1–2     |

| Đội 1    | TTS         | Đội 2               | Lượt đi | Lượt về      |
| -------- | ----------- | ------------------- | ------- | ------------ |
| Ulsan HD | 3–3 (4–5 p) | Yokohama F. Marinos | 1–0     | 2–3 (s.h.p.) |

### Khu vực Tây Á
| Al Ain                                                   | 4–2      | Al-Hilal                      |
| -------------------------------------------------------- | -------- | ----------------------------- |
| - Rahimi 6', 26' (ph.đ.), 38' (ph.đ.) - Kaku 56' (ph.đ.) | Chi tiết | - Malcom 49' - Al-Dawsari 78' |

| Al-Hilal                       | 2–1      | Al Ain     |
| ------------------------------ | -------- | ---------- |
| - Neves 4' - S. Al-Dawsari 51' | Chi tiết | - Erik 12' |

Al Ain thắng với tổng tỉ số 5–4.

### Khu vực Đông Á
| Ulsan HD              | 1–0      | Yokohama F. Marinos |
| --------------------- | -------- | ------------------- |
| - Lee Dong-gyeong 19' | Chi tiết |                     |

| Yokohama F. Marinos                              | 3–2 (s.h.p.) | Ulsan HD                                                       |
| ------------------------------------------------ | ------------ | -------------------------------------------------------------- |
| - Uenaka 13', 30' - Lopes 21'                    | Chi tiết     | - Sales 35' - Bojanić 42' (ph.đ.)                              |
| Loạt sút luân lưu                                |              |                                                                |
| - Lopes - Mizunuma - Matsubara - Amano - Eduardo | 5–4          | - Ádám - Kelvin - Ko Seung-beom - Lee Chung-yong - Kim Min-woo |

Tổng tỉ số sau hai lượt trận là 3–3. Yokohama F. Marinos thắng 5–4 trong loạt sút luân lưu.

## Chung kết
Chung kết sẽ thi đấu theo thể thức hai lượt.
| Yokohama F. Marinos         | 2–1      | Al Ain      |
| --------------------------- | -------- | ----------- |
| - Uenaka 72' - Watanabe 84' | Chi tiết | - Abbas 12' |

| Al Ain                                                  | 5–1      | Yokohama F. Marinos |
| ------------------------------------------------------- | -------- | ------------------- |
| - Rahimi 8', 67' - Kaku 33' (ph.đ.) - Laba 90+1', 90+5' | Chi tiết | - Yan Matheus 40'   |

Al Ain thắng với tổng tỉ số 6–3.